# 永平軍節度使 (前蜀)
永平軍節度使，五代十国前蜀、后蜀的节度使，治所在雅州（今四川省雅安市）。
唐朝文德元年（888年）以西川节度使的雅州、邛州（今四川省邛崃市）、黎州（今四川省汉源县西北）、蜀州（今四川省崇州市）设置永平军节度使，治邛州，大顺二年（891年），废除永平军节度使。
前蜀建立后再设永平軍節度使，治雅州，下辖雅州、邛州、黎州。后唐灭前蜀，废除永平军節度使。明德元年（934年），后蜀建立，再设永平軍節度使，治雅州，下辖雅州、邛州、黎州，宋朝雅州改为刺史州。

## 历任节度使
- 周庠（920年）
- 李筠（921年）
- 马金（925年）
- 孙汉韶（934年）
- 田敬全（943年）
- 李廷珪（948年）
- 王昭远（949年）
- 李继勋（949年）
- 孟贻业（958年）